# Самсон (острів)
Самсон (англ. Samson) — невеличкий острів в архіпелазі островів Сіллі, Велика Британія.

## Географія
На площі 0,38 км² ніхто не проживає, лише в літній період навідуються рибаки та туристи на власних суднах або ж нащадки попередніх мешканців (однієї сім'ї) в своє поселення Самсон.